# La tentación de San Antonio (Flaubert)
La tentación de San Antonio (en francés: La Tentation de Saint Antoine) es un libro de prosa poética de Gustave Flaubert (1821-1880), publicado por primera vez en 1874.

## Tentaciones
- Fragilidad
- Los Siete Pecados Capitales
- Los Heresiarcas
- Los Mártires
- Los Magos
- Los Dioses
- Ciencia
- Lujuria y Muerte
- Los Monstruos
- Metamorfosis

## Personajes
- San Antonio Abad: el protagonista, que es tentado por diversos personajes.
- Amonaria.
- Rey Nabucodonosor II
- La reina de Saba: que tienta a Antonio con riquezas.
- Hilarion: conocido como Lucifer.
- Lujuria y Muerte: Lujuria aparece como una mujer joven, y Muerte, como una mujer vieja. Ellas intentan convencer a Antonio.